# 톰보 지역

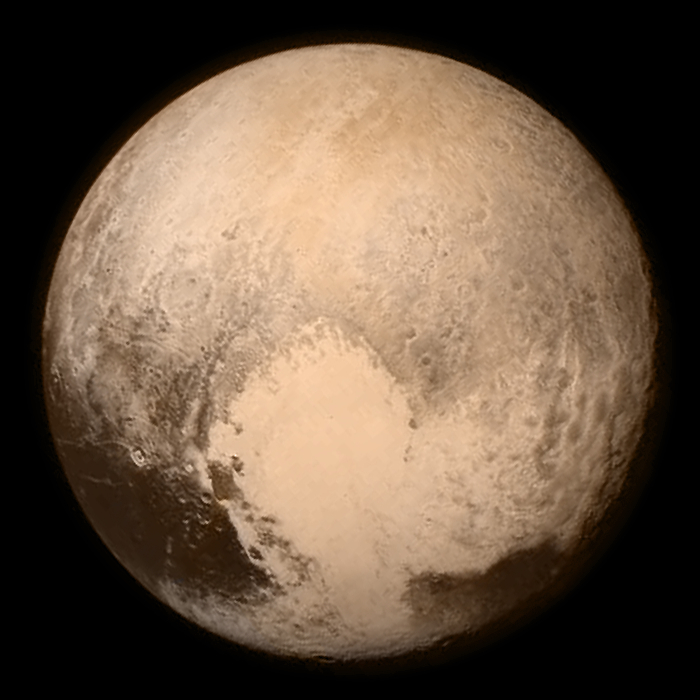
2015년 7월 13일, 뉴 허라이즌스 호가 촬영한 고해상도 표면 이미지.

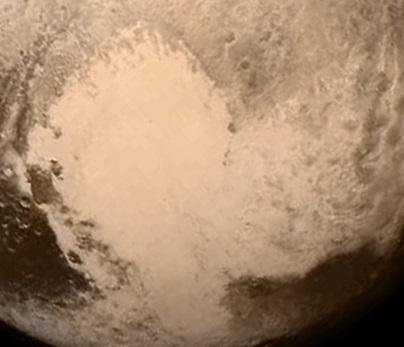
뉴 허라이즌스 호가 촬영한 명왕성 사진에서 톰보 지역을 확대한 모습.

톰보 지역(Tombaugh Regio), 구 임시명칭 하트(The "Heart") 지역은 왜행성인 명왕성에 존재하는 눈에 띄는 지질 구조이다. 톰보 지역의 크기는 대략 1,590km 크기로 거대하다.
톰보 지역은 탐사선 뉴 허라이즌스 호가 일시 안전 모드에서 명왕성을 촬영한 후 복구된 뒤 보낸 사진에서 처음 발견되었다. NASA는 전체 모양이 하트 기호와 비슷하여 "하트" 구조라고 불렀다. 명왕성의 지질 구조는 우주 임무 및 우주선, 과학자들과 엔지니어, 역사상의 탐험가, 저승세계의 존재, 저승과 저승의 지명, 저승의 탐험가 등 6개 주제의 이름을 따서 붙여지는데, 이 지질 구조는 이런 관행적인 명명법을 벗어나 이름이 붙여졌다.
이후 수집된 데이터에서 하트 모양의 두 돌출부는 서로 별개의 구조이지만 지질학적으로 똑같이 밝은 색을 띈다는 공통점이 있다. 하트 모양의 왼쪽은 오른쪽보다 표면이 매끈한 상태이며, 왼쪽과 오른쪽의 색은 약간씩 다르다. 초기에는 이 지질구조가 왼쪽은 질소 고체로 가득 차 있는 크고 깊은 충돌구로 추측했다. 이 지역의 밝은 반점은 고도가 높은 부분의 산으로 추측하고 있다.
그동안 지형을 구분할 수 있을 정도로 충분한 해상도의 사진이 없긴 했지만, 톰보 지역은 뉴 허라이즌스 호가 접근 비행을 하기 전까지 60년 동안이나 단순하고 밝은 지형이라고만 추측되어 오던 지형이었다. 이 지역은 60년 가까이 단순히 빛을 더 많이 받는 지형이라고 추측하고 있었다.